# Желюк Пилип Олексійович
Пилип Олексійович Желюк (нар. 10 грудня 1904, село Тиманівка, тепер Тульчинського району Вінницької області — 22 лютого 1976, місто Київ) — український радянський діяч, голова колгоспу імені Суворова Тульчинського району Вінницької області, двічі Герой Соціалістичної Праці (26.02.1958, 29.11.1974). Депутат Верховної Ради УРСР 5—8-го скликань. Член ЦК КПУ в 1966—1976 р.

## Біографія
Народився 10 грудня (27 листопада) 1904 року в селі Тиманівці Подільської губернії у селянській родині.
Трудову діяльність розпочав у сільському господарстві у 1917 році.
Член ВКП(б) з 1926 року.
У 1926—1927 роках — секретар Ольгопільського районного комітету ЛКСМУ.
Після організації у 1927 році сільськогосподарської артілі в селі Тиманівці Тульчинського району очолив колгоспну партійну організацію. У 1929 році працював завідувачем земельного відділу Тульчинського районного виконавчого комітету.
У 1929—1941 роках — голова колгоспу «Червоний Жовтень» села Тиманівки Тульчинського району Вінницької області. Без відриву від виробництва закінчив сільськогосподарський технікум. У 1941 році був евакуйований у Семипалатинську область Казахської РСР.
У 1942—1946 роках — у Червоній армії, учасник Другої світової війни з серпня 1942 року. Служив заступником командира роти великокаліберних кулеметів з політчастини 1258-го полку протиповітряної оборони 18-ї армії. У лютому 1943 року був поранений. Пізніше служив начальником продуктово-фуражного постачання 191-го винищувально-протитанкового артилерійського полку 34-ї винищувально-протитанкової артилерійської бригади.
У 1946—1976 роках — голова колгоспу імені Суворова села Тиманівки Тульчинського району Вінницької області.
Похований у рідному селі Тиманівці Тульчинського району Вінницької області.

## Нагороди
- двічі Герой Соціалістичної Праці (26.02.1958, 29.11.1974)
- три ордени Леніна (, 26.02.1958, 29.11.1974)
- орден Трудового Червоного Прапора
- орден Жовтневої революції
- орден Вітчизняної війни 2-го ст. (30.04.1943)
- орден Червоної Зірки (22.04.1945)
- дві Почесні грамоти Президії Верховної Ради Української РСР (25.12.1964, 8.10.1966)

## Пам'ять
Бюст Желюка Пилипа Олексійовича встановлений в центрі села Тиманівка.

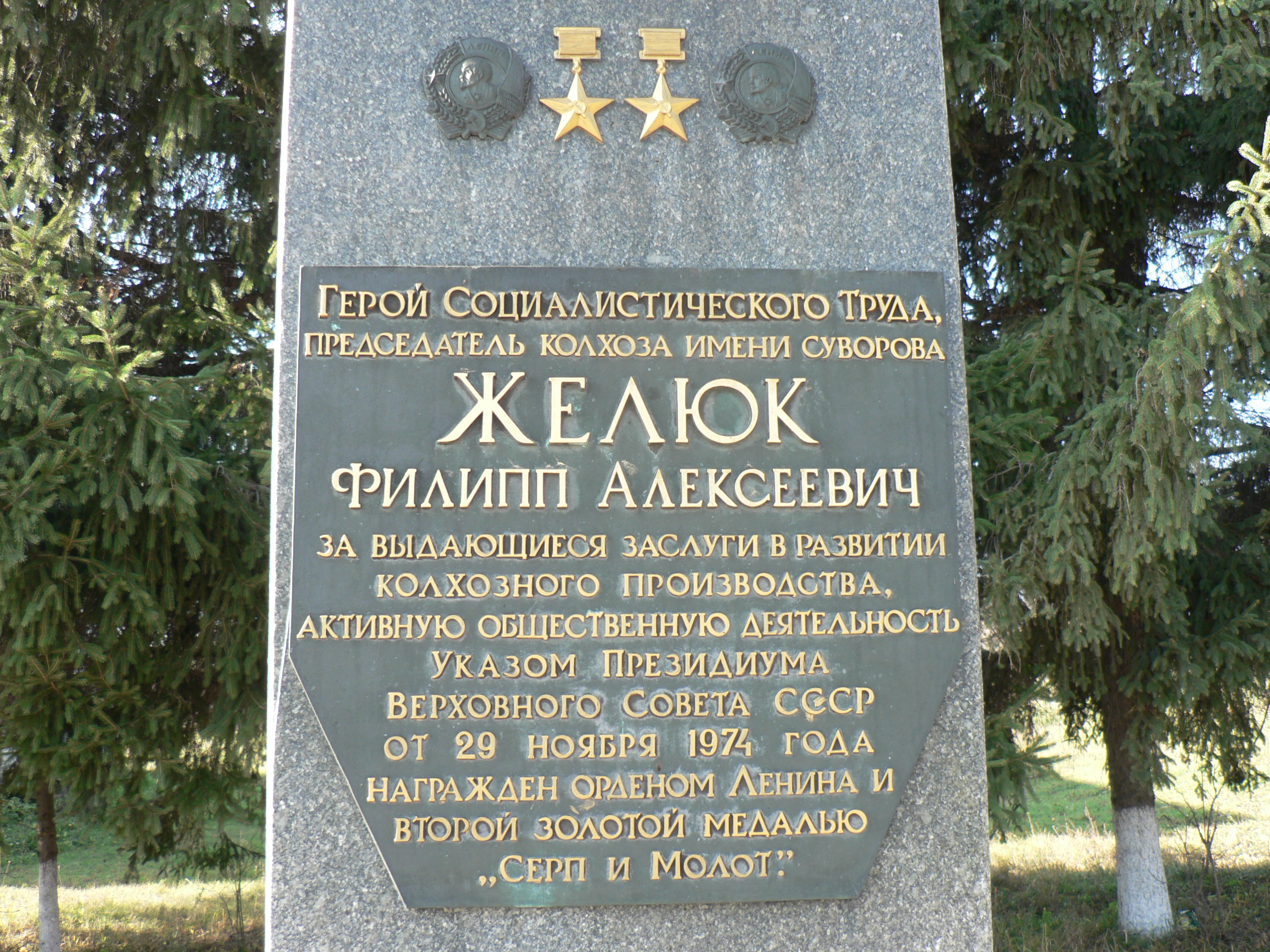
Пам'ятник в центрі села

На честь Желюка названий дитячий оздоровчий табір, що знаходиться в селі Журавлівці на Вінниччині.